# Magby
Magby (japanski: ブビィ Bubii) jedan je od 1025 fiktivnih vrsta Pokémona iz medijske franšize Pokémon, skupa Pokémon videoigara, animiranih serija, manga stripova, knjiga, igraćih karata i drugih medija kojima je tvorac Satoshi Tajiri. Svrha je Magbyja u videoigrama, animiranoj seriji i manga stripovima, kao i svrha ostalih Pokémona, borba s divljim Pokémonima – neukroćenim stvorenjima koje igrači i likovi pronalaze dok kreću na razne avanture – i pripitomljenim Pokémonima drugih Pokémon trenera. 
Ime Magby kombinacija je engleskih riječi "magma" = magma, i "baby" = dijete. Moguće je da mu ime dolazi i od engleske riječi "magpie" = svraka, zbog njegovih usta koja nalikuju kljunu, iako Magby nimalo ne nalikuje na svraku.

## Biološke karakteristike
Magbyja se najčešće može naći u kraterima vulkana. Kada se skupi mnoštvo Magbyja u jednom krateru, dolazi do nagle i snažne vulkanske erupcije.
Tjelesna temperatura prelazi mu 1100 °C te ga se nipošto ne smije podcjenjivati. Magby je snažan protivnik, unatoč činjenici da je Pokémon beba. Svaki put kada udahne i izdahne, vruća žeravica izlazi iz njegovih nosnica i usta.

## U videoigrama
Magby je poznat po tome što evoluira u Magmara, snažnog Vatrenog Pokémona. Magby, kao Pokémon beba, ima pristup nekim zanimljivim napadima poput ostalih Pokémon beba kao što su Elekid, Smoochum, Pichu, Cleffa i Igglybuff, koje kasnije, kao Magmar, ne može naučiti.
Magbyja se može dobiti uzgajanjem dvaju Magmara, uzgajanjem ženke Magmara s mužjakom iz jednake jajčane grupe, ili uzgajanjem Magmara s Dittom. Zbog toga, dostupnost Magbyja ovisi o dostupnosti Magmara (i moguće, Dittoa). Magbyja se isto tako može dobiti u igrama Pokémon Gold, Silver i Crystal iz jajeta koje igraču da stari par koij uzgaja Pokémone. Nije potpuno sigurno da li će se iz tog jajeta izleći Magby, jer osim njega, iz jajeta se mogu izleći Pichu, Elekid, Smoochum, Wooper, kao i druge Pokémon bebe. 
Magby, poput Elekida i Smoochuma, ima prilično visoke statistike za Pokémon bebu. Posjeduje visok Special Attack, kao i značajan Special Defense. Doduše, ima niske HP i Defense statistike, baš kao Magmar. 
Magby se u Magmara razvija na 30. razini.

## U animiranoj seriji
Magby je prijatelj Pichu braće, Pokémona koji se često pojavljuju u Pokémon filmovima. Pojavio se u kratkometražnom filmu prije trećeg Pokémon filma (Pikachu and Pichu), kratkometražnom filmu u Pokémon Channel igri (Party Panic) i tri epizode Pokémon Kronika. 
Još jednog Magbyja koristio je trener u borbi za pripremu u Silver konferenciji za trenere, koji se tijekom borbe razvio u Magmara. Magbyja je koristio i lažni Vođa dvorane, Anthony, skrivajući ga u kljunu Pellipera kako bi se činilo da Vodeni Pokémon Pelliper zna koristiti Bacač plamena (Flamethrower).